# Twierdzielewo
Twierdzielewo (niem. Schwirle) – wieś w Polsce położona w województwie lubuskim, w powiecie międzyrzeckim, w gminie Przytoczna.

## Historia
Miejscowość pierwotnie związana była z Wielkopolską. Ma metrykę średniowieczną i istnieje co najmniej od XV wieku. Po raz pierwszy wymieniana w dokumencie z 1448 jako „Twyerdzelewo”, 1508 „Twyerdzelevo”, 1509 „Twierdzelewo”, 1521 „Tewyrzylowo”, 1563 „Twierdzielewo”, 1603 „Cwierdzielewo” .
Była wsią duchowną, należącą do Opactwa Cystersów w Zemsku-Bledzewie. Wieś została lokowana w 1448 przez opata bledzewskiego Piotra, który na jej ustanowienie wystawił przywilej dla sołtysów w Rokitnie. Toczyli oni później między sobą spory o wieś oraz o podział dochodów, bowiem poprzedni przywilej, wydany przez opata Michała dla ojca obecnych sołtysów, zawierał błędy w liczbie łanów. Było to spowodowane faktem, że w lasach oraz na rolach, które sołtysi i kmiecie z Rokitna dotychczas posiadali oraz, na których mieli swoje uprawy, opat dokonał lokacji wsi i obdarzył ją wolnizną, dając sołtysom z Rokitna jako rekompensatę ostrów Mała Dąbrówka do wykarczowania wraz z prawem do zakładania barci w okolicznych lasach wokół Rokitna i Twiedzielwa. W 1521 opat bledzewski sprzedał sołectwo w Rokitnie i nadał sołtysowi prawo zakładania barci w okolicznych lasach, za co ten zobowiązany był płacić mu kwartę miodu rocznie .
W 1508 leżała do powiatu poznańskiego Korony Królestwa Polskiego w parafii Rokitno. Odnotowano tego roku pobór podatków we wsi od 4 łanów. W 1509 pobór od 4 łanów i łana sołtysiego. W 1563 pobór od 4,5 łana, 2 łanów sołtysich, karczmy, kowala, dwóch komorników. W 1577 pobór od wsi płacił opat bledzewski. W 1580 od 6,5 łana, 6 zagrodników, kowala oraz pasterza, który posiadał 20 owiec pobór zapłacił opat bledzewski .
W 1554 wybudowano we wsi kościół. W XIX wieku datowano go na podstawie napisu: „fundatum 1554”, który umieszczony był na jednej z belek więźby dachowej, obecnie nieistniejącej .
W 1580 miejscowość była wsią duchowną, własnością opata bledzewskiego, położoną w powiecie poznańskim województwa poznańskiego w Rzeczypospolitej Obojga Narodów.
Po rozbiorach Polski miejscowość wraz z całą Wielkopolską znalazła się w zaborze pruskim. W okresie Wielkiego Księstwa Poznańskiego (1815–1848) miejscowość należała do wsi większych w ówczesnym pruskim powiecie Międzyrzecz w rejencji poznańskiej. Twierdzielewo należało do okręgu rokitnickiego tego powiatu i stanowiło część majątku Rokosowo, którego właścicielem po nacjonalizacji majętności klasztoru bledzewskiego był wówczas rząd pruski w Berlinie. Według spisu urzędowego z 1837 roku wieś liczyła 136 mieszkańców, którzy zamieszkiwali 19 dymów (domostw).
W latach 1975–1998 miejscowość administracyjnie należała do województwa gorzowskiego.
Do wojewódzkiego rejestru zabytków wpisany jest kościół filialny pod wezwaniem św. Anny, z XVIII wieku.